# Caskets
Caskets (ранее Captives) — британская пост-хардкор группа из города Лидс. Группа была образованна в 2018 году бывшими участниками групп FAULTLINES и Silhouettes. Группа состоит из четырёх участников; вокалиста Мэтта Флада, гитариста Бенджи Уилсона, гитариста Крейга Робинсона и барабанщика Джеймса Лэзенби.
Дебютный мини-альбом группы «Ghost Like You» был выпущен 26 апреля 2019 года. Перед релизом мини-альбома были выпущены три сингла; «Ghost Like You», «Signs» и «Find A Way». 21 июня 2019 года состоялся релиз ремикса на песню «Signs», совместно с Dreamchaser. 6 марта 2020 года вышел сингл «Falling Apart».
После выхода сингла «Falling Apart» группа подписала контракт с лейблом SharpTone Records и 4 декабря 2020 года состоялась премьера сингла «Glass Heart». Это был первый сингл выпущенный под SharpTone Records и первый сингл с дебютного полноформатного альбома под названием «Lost Souls».